# 筑豐直方站

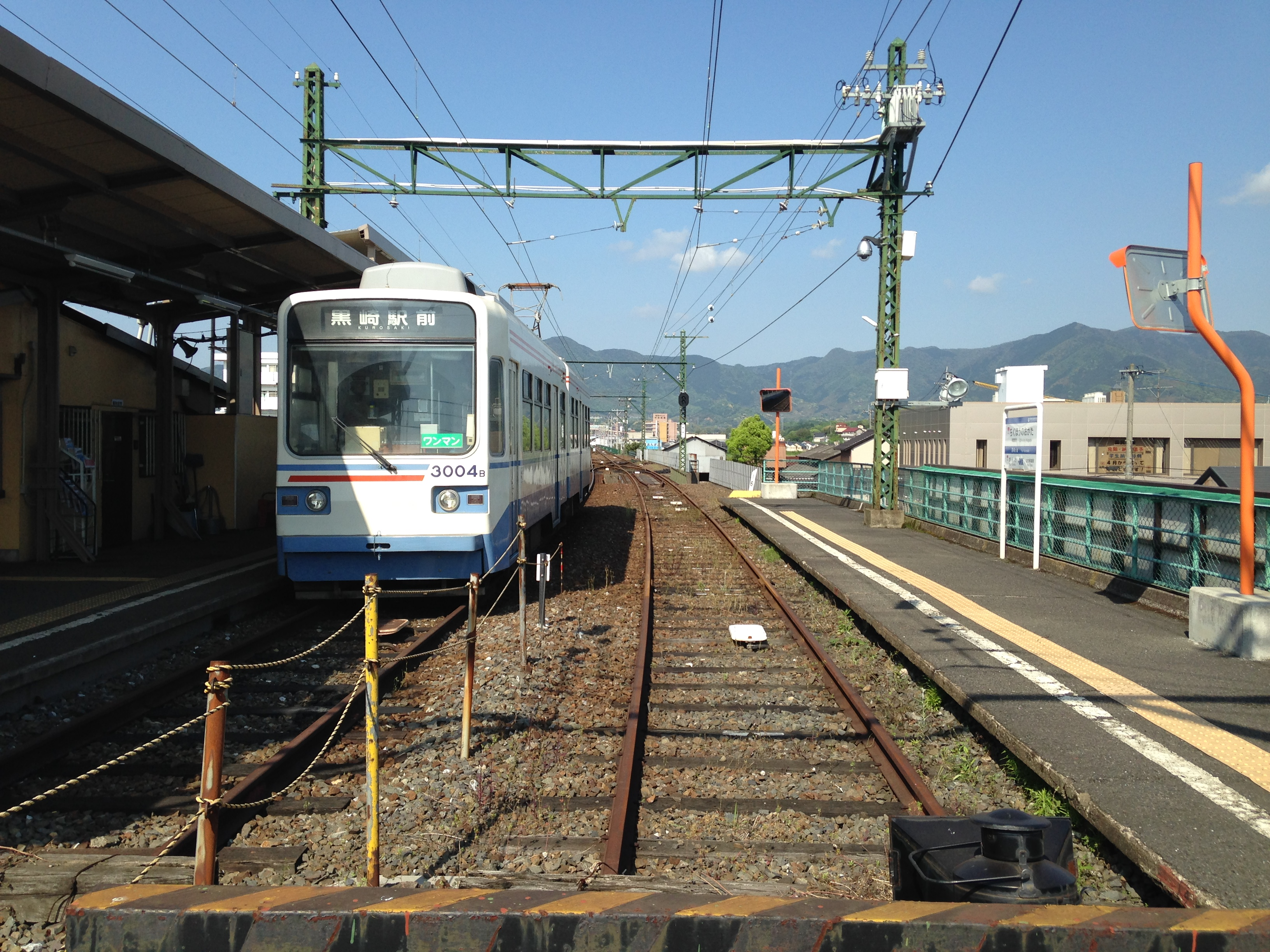
月台

筑豐直方站（日语：／ Chikuhō-Nōgata eki */?）是位於福岡縣直方市知古一丁目，筑豐電氣鐵道筑豐電氣鐵道線車站（終點站）。車站編號為CK21。
此站距離九州旅客鐵道（JR九州）筑豐本線直方站的直線距離為500米，需步行約15分鐘。

## 歷史
- 1959年（昭和34年）9月18日 - 車站啟用。
- 2020年（令和2年）11月 - 加設副站名「武田塾直方校前」

## 車站構造
車站是一座高架車站，設有2面2線的港灣式月台。此站是無人車站。車站月台與出入口之間設有樓梯連接，由於1號月台沒有上蓋，因此大部分列車均使用2號月台。繁忙時間與設有臨時列車班次外，所有列車均不會使用1號月台上落。此站設有定期票售票處。　
由於曾經計劃向飯塚市方向延伸，當中考慮到會與筑豐本線進行立體交錯，因此此站是高架車站，但是一直沒有進一步的情況。特別注意的是，筑豐直方站至筑豐本線前方的停車場是由筑豐電鐵擁有。

### 月台
| 月台 | 路線        | 方向                       | 備註            |
| ---- | ----------- | -------------------------- | --------------- |
| 1    | ■筑豐電鐵線 | 楠橋、永犬丸、黑崎站前方向 | 通常使用2號月台 |
| 2    | ■筑豐電鐵線 | 楠橋、永犬丸、黑崎站前方向 | 通常使用2號月台 |

## 使用狀況
在2019年度，1日平均上下車人次為908人。以下為近年1日平均上下車人次列表。
| 年度               | 1日平均 上下車人次 |
| ------------------ | ------------------ |
| 2010年（平成22年） | 987                |
| 2011年（平成23年） | 908                |
| 2012年（平成24年） | 770                |
| 2013年（平成25年） | 962                |
| 2014年（平成26年） | 888                |
| 2015年（平成27年） | 899                |
| 2016年（平成28年） | 897                |
| 2017年（平成29年） | 878                |
| 2018年（平成30年） | 919                |
| 2019年（令和元年） | 908                |

## 車站周邊
車站位於直方市中心北邊，市中心西邊設有直方站、西鐵直方巴士中心。此站與該處最短距離為約800米。在2014年7月，曾經進行檢討，把路線延伸至直方市中心，即JR直方站附近。
- JR筑豐本線、平成筑豐鐵道直方站（步行約15分鐘）
- 西鐵巴士（日语：西鉄バス）直方巴士中心（日语：直方バスセンター）（同上）
- 福岡縣道27號直方蘆屋線（日语：福岡県道27号直方芦屋線）
- Sunlive（日语：サンリブ）直方店
- 福岡縣直方綜合廳舍
- 直方市立直方北小學
- 直方市立圖書館、Yumenity直方
- 大和青藍高等學校（日语：大和青藍高等学校）
- 直方年金事務所

## 巴士路線
於福岡縣道27號直方蘆屋線上和高架橋下設有西鐵巴士筑豐「筑鐵直方」巴士站。
- 縣道27號線上
  - 66：直方 - 筑鐵直方 - 新入本村 - 鞍手公所 - 遠賀川站
  - 68：直方 - 筑鐵直方 - 五反田 - 中山口 - 鞍手公所 - 遠賀川站
- 高架橋下
  - 1：直方 - 筑鐵直方 - 筑豐高校（日语：筑豊高校） - 直方高校（日语：直方高校） - 頓野場前（循環線）

## 相鄰車站
筑豐電氣鐵道
筑豐電氣鐵道線
感田（CK20）－筑豐直方（CK21）

## 注腳
1. ↑  鉄道事業｜企業・グループ情報《西鉄について》 （页面存档备份，存于）（日語） 令和元年度 駅別乗降人員
2. ↑  統計直方 （页面存档备份，存于）（日語） - 直方市
3. ↑  . 讀賣新聞. 2014-07-10  [2015-07-15]. （原始内容存档于2015-07-15） （日语）.